# Bradyidius similis
Bradyidius similis är en kräftdjursart som först beskrevs av Georg Ossian Sars 1902.  Bradyidius similis ingår i släktet Bradyidius och familjen Aetideidae. Inga underarter finns listade i Catalogue of Life.